# Egil Johansson
Egil Johansson, född 24 mars 1933 i Bergsbyn, Skellefteå landsförsamling, död 22 juli 2012 i Umeå, var en svensk professor i pedagogik samt i folkundervisningens historia. Han var också prästvigd i Svenska kyrkan.

## Biografi
Efter examen från latinlinjen vid Skellefteå högre allmänna läroverk våren 1954 började Johansson samma höst studera teologi vid Uppsala universitet, där han 1958 fullbordade en teologie kandidatexamen. Året därpå prästvigdes han i Uppsala och tjänstgjorde sedan i Norrfjärden, Björksele, Lycksele, Nederluleå och Robertsfors församlingar, alla i Luleå stift.
Under sin prästtjänstgöring i Bygdeå församling insåg han att prästernas markeringar av läskunnighet i äldre husförhörslängder kunde användas för studier av läskunnigheten i Sverige redan från tidigt 1700-tal . Åren 1966–1967 inledde han studier vid institutionerna för sociologi och pedagogik vid Umeå universitet, vilket resulterade i en 3-betygsuppsats om anteckningar i husförhörslängderna i Bygdeå 1863–1873, som kan anses som en förstudie till hans fortsatta forskning.
Efter att hösten 1968 ha avslutat sin prästtjänst anställdes Johansson i januari 1969 som extra universitetslektor vid pedagogiska institutionen, och kom även att undervisa i religionsvetenskap vid Lärarhögskolan i Umeå, åren 1969–1976.
Egil Johansson disputerade i maj 1972 med avhandlingen En studie med kvantitativa metoder av folkundervisningen i Bygdeå socken 1845–1873, där han kunde påvisa en utbredd läskunnighet i Sverige redan långt innan etablerandet av folkskolan. Därefter arbetade han vidare som universitetslektor och docent vid pedagogiska institutionen till år 1977, då han utnämndes till professor – från 1984 med en personlig professur i folkundervisningens historia. Åren 1978–1980 var han även prodekanus för samhällsvetenskapliga fakulteten, samt ledamot av Umeå universitets styrelse. Han initierade och/eller deltog i ett trettiotal forskningsprojekt, företrädesvis om läsundervisning.
Johansson insåg redan under sina tidigare arbeten med husförhörslängder möjligheterna med den framväxande datortekniken. Hans forskningsprojekt ”Läskunnighet och folkundervisning i Västernorrland 1750–1860 enligt kyrkans förhörslängder och parallella källor” som pågick i mitten av 1970-talet kom att utgöra grunden för Demografiska databasen (där han var styrelseledamot åren 1978–1981) som sedan dess är en permanent enhet inom Umeå universitet och har filialer i bland annat Haparanda. Under början av 1980-talet var han drivande i utvecklingen av det som med tiden blev SVAR (Svensk Arkivinformation i Ramsele), som etablerades 1984 med Riksarkivet som huvudman, för att bli en registreringsdatabas för den omfattande dokumentation som fanns vid landsarkivet i Härnösand.
Det var också på hans initiativ  som Forskningsarkivet vid Umeå Universitetsbibliotek grundades 1983, i nära samarbete med SVAR, för att tillhandahålla arkivinformation på ”moderna media” så som magnetband, mikrofilm och mikrokort.

## Publikationer i urval
- Johansson, Egil (1969). Kvantitativa studier av alfabetiseringen i Sverige [Elektronisk resurs : exempel på källmaterial, metoder och resultat]. Pedagogiska rapporter, Umeå, 0348-9388 ; 7. Umeå: Umeå universitet, Beteendevetenskapliga institutionen, Avdelningen för pedagogik. Libris 14733195. http://urn.kb.se/resolve?urn=urn:nbn:se:umu:diva-85164
- Johansson, Egil (1972). En studie med kvantitativa metoder av folkundervisningen i Bygdeå socken 1845-1873 [Elektronisk resurs]. [Akademiska avhandlingar vid Pedagogiska institutionen, Umeå universitet] ; [2]. Umeå: Univ. Libris 13607218. http://urn.kb.se/resolve?urn=urn:nbn:se:umu:diva-16622
- Johansson, Egil (1973). ”Faktaunderlag för forskning: planering av en demografisk databas”. Historisk tidskrift 1973 ::  sid. 406-414. 0345-469X. ISSN 0345-469X. Libris 12033382
- Johansson, Egil (1981). ”The history of literacy in Sweden”. Literacy and social development in the West : a reader (1981):  sid. 151-182, 327-328. Libris 9966711
- Johansson, Egil (1983). Kyrkböckerna berättar. Forskningens frontlinjer, 99-0406911-5 (1. uppl.). Stockholm: LiberFörlag. Libris 7268808. ISBN 9138903792
- Johansson, Egil (1988). Kunskapens träd: artiklar i folkundervisningens historia II. Artiklar i folkundervisningens historia, 99-0831460-2 ; 2Scriptum, 0284-3161 ; 7. Umeå: Forskningsarkivet, Umeå universitet. Libris 769441. http://urn.kb.se/resolve?urn=urn:nbn:se:umu:diva-33295
- Johansson, Egil (1989). Läser och förstår: artiklar i folkundervisningens historia III. Artiklar i folkundervisningens historia, 99-0831460-2 ; 3Scriptum, 0284-3161 ; 10. Umeå: Forskningsarkivet, Umeå universitet. Libris 849828. http://urn.kb.se/resolve?urn=urn:nbn:se:umu:diva-38433

### Festskrift till Egil Johanssons 65-årsdag
- Lindmark Daniel, Johansson Egil, red (1998) (på engelska). Alphabeta varia: orality, reading and writing in the history of literacy : Festschrift in honour of Egil Johansson on the occasion of his 65th birthday, March 24, 1998. Album religionum Umense, 1104-1978 ; 1Alphabeta varia, 99-1893199-X. Umeå: Dept. of Religious Studies [Institutionen för religionsvetenskap], Univ. Libris 2347144. ISBN 918860800X

## Priser och utmärkelser (i urval)
- 1989 – Svenska kyrkans församlingsförbunds kulturpris[4]
- 1991 – Hedersdoktor vid teologiska fakulteten, Uppsala universitet[5]
- 1997 – Hans Järtas medalj, av Riksarkivet [6]
- 1998 – Skytteanska Samfundets pris[7]
- 1998 – Olof Högberg-plaketten, av Norrlandsförbundet[8]